# 判例法主義
判例法主義（はんれいほうしゅぎ）とは、判例を最も重要な法源とする考え方。不文法の要素であり、過去の同種の裁判の先例に拘束される。イギリス・アメリカなどでは、判例を第一次的な法源とし、裁判において先に同種の事件に対する判例があるときはその判例に拘束されるとするという原則である。ただし、制定法主義（成文法主義）などと対立しているわけではなく、成文法が存在する場合には成文法の規定が優先する。

## 概要
日本などにおける制定法主義と違い、積み重ねた判例が法源として認められ法律と同じような力を持っており、それが判例法となり法体系の中で重要な要素を構成し、裁判における第一義的な力を持っている。過去の判例に当てはまらない時には成文化した制定法で補うという立場である。イギリスでは中世以来コモン・ローによる裁判がなされていたが、判例に囚われることによる弊害も出てきたためエクイティという法準則・法概念も取り入れ改善を図った。現在のアメリカその他の判例法主義国もそれは同様である。これらのコモン・ロー（前例主義・判例主義）とエクイティ（コモン・ロー外を補完するもの）を合わせたものが判例法主義である（コモン・ローを広義の意味として判例法主義を指す場合も見られるが、厳密にはコモン・ローはコモン・ロー自体を指す言葉である）。
このような立場を取るので判例法主義においては、まずコモン・ローではどうなっているか、次にそれが衡平法によって補充または変更されていないか、最後にその点について制定法の規定はないか、と三段階の思考過程を経るのが通例（「英米法概説」田中和夫著、有斐閣）と言われる。その際に制定法による新規定があればそれに該当は制定法に劣後し、その判例の法源としての効力は変更されたものとする。
また刑法に規定のない行為であってもコモン・ローに従って罰することは可能である。

## 判例主義の問題と解決の流れ
上記の通り判例を第一義とし、それに従っているといずれその先例による拘束があることで、社会の変化に合わなくなったが裁判は判例に従わなければならないといった不合理が生まれてくる。これは日本で言われる判例主義や前例主義や先例拘束性の弊害であるといえる。そうした行き詰まりに対応してエクイティが整備された。これらによって整備された制定法は上記の通りそれまでの判例に勝る。このように補充や改定のために成文化される他に、例えば商事法などのように一般人への便宜のために制定されることもある（法典化法律）（例：Bills of Exchange Act 1882、Sale of Goods Act 1893）。またアメリカでは、リステイトメントと呼ばれる判例を法典化法律のようにまとめた物はあるが法的拘束力はない。しかしながら、判例に引用されるなど一定の評価と信頼はある。

## イギリスとアメリカの判例法主義の特徴
判例主義国を代表するイギリス・アメリカでの特徴を記す。前提としてイギリスは不文憲法国家であり（連合王国憲法）、アメリカは成文憲法を有している（アメリカ合衆国憲法）。
- アメリカの革命期においては先例拘束性は「恣意的判断の排除」につながるとされてきた。「法による政府」（法の支配）という原理が発達したアメリカにおいては，判事たちの恣意的な意思ではなく，法に従っていることを示す必要があり，先例拘束性はまさしくこの要請に応えるものであった。
- アメリカでは社会の変化が急速であり、イギリスと比較して先例拘束性・判例主義・前例主義の理論がそこまで厳格ではない[3]。
- アメリカでは判例法主義に対する批判運動なども見られた（ジャクソニアン・デモクラシー)。
- アメリカでは各州と連邦が集権化されていないため多くの裁判所が判例を出している。
- アメリカの法学教育が具体的判例を討論する方法によって行なわれ、アメリカ各州の判例をピックアップしたケースブック（判例の教材）を教材として用いる。ケース・メソッドはプラグマティズムと結び付き、先例を覚えるのではなく、先例を批判的に分析して、法を創り出す材料にすぎない。プラグマティズムとは、過去の産物は未来を創り出していくのに役立だないなら拘束力をもたないという歴史観。（「英米法総論　上」田中英夫著、東大出版会）
- 一般的にアメリカは司法積極主義と言われており黒人の地位向上につながる判決を連発した歴史もある。逆にイギリスでは条文の解釈はあくまでも言葉の一般的な意味を持って行うという黄金律が法解釈において規範となっているためイギリスはコモン・ローにおけるアメリカとは異なる立場をとる。一方、ドイツや日本は司法消極主義と言われており、日本は法令違憲判決がだされたのは、数えるほどである。（新井章「司法の積極主義と消極主義」）

## 日本における判例主義・判例法主義的要素
日本は制定法主義であり判例法主義ではないが、そもそも日本での判例という言葉の意味は簡潔に言えば「裁判・判決の前例・先例」であり法源ではない。
イギリス・アメリカなど判例法主義国における判例は「判例法の中で法源たる要素を構成する判例」である。
こういった中でも現実には判例は当事者以外にも無視できるものではなく、前例に従うという意味での判例主義はある。司法における前例主義・先例拘束性である。日本にある判例主義はこのような用法であり、他の行政機関等で言われる前例主義と同義である（司法に関するという点が違う）。また日本は司法消極主義と言われており（新井章「司法の積極主義と消極主義」）、その点では消極的な姿勢であるという批判もある。
日本では具体的な裁判・判決の前例・先例としての判例にも、判例法主義の判例にも同じ「判例」という言葉を当てはめているが、英語では「判例」は「Case」、「（判例法の中で法源たる要素を構成する）判例」は「Ratio decidendi」、「先例」は「Precedent」などと言う。「判例法」は「case law」や「Common law」であり、日本は判例法主義ではないため細かく定義付けることもなく「判例」とまとめがちである。日本では「現在でも影響がある判例」は永山基準のように表現する。上記のような定義に加え、日本国憲法には先例拘束性を一般的に定める明文規定も存在しない。
しかしながら日本でも、ある事件に対しての上級審の判決が、その事件の下級審を拘束するということはある。しかしこれは基本的にそれ以外の事件を拘束するものではなく、判例法主義における法源である判例とは別物である。判例法の要素ではなく上級審下級審の論点である。
上記の通り日本での判例という言葉は広義に渡るのに対し、判例法に関しては日本には判例法主義における判例法がないので、当然それに従って行動するという判例法主義は法的に不可能であり、判例法・判例法主義という言葉は端的に英米などの判例法・判例法主義を指す。